# Caregagruppe
Die Caregagruppe (italienisch Gruppo del Carega) ist ein Massiv in den Vizentiner Alpen, welches auf der Grenze der Provinzen Vicenza, Verona und Trient liegt. Sie gehört zur Gebirgsgruppe der Kleinen Dolomiten (italienisch Piccole Dolomiti) und bildet deren zentralen Bereich. Höchste Erhebung ist die Cima Carega mit 2259 m s.l.m.

## Bedeutende Gipfel
- Cima Carega, 2259 m
- Cima Posta, 2210 m
- Monte Obante, 2067 m
- Cima Levante, 2020 m

## Schutzhütten
- Rifugio Campogrosso
- Rifugio Mario Fraccaroli
- Rifugio Passo Pertica
- Rifugio Revolto
- Rifugio Scalobri